# PPP1R35
PPP1R35 (англ. Protein phosphatase 1 regulatory subunit 35) – білок, який кодується однойменним геном, розташованим у людей на 7-й хромосомі. Довжина поліпептидного ланцюга білка становить 253 амінокислот, а молекулярна маса — 27 953.
| 10         |  | 20         |  | 30         |  | 40         |  | 50         |
| ---------- |  | ---------- |  | ---------- |  | ---------- |  | ---------- |
| MMMGCGESEL |  | KSADGEEAAA |  | VPGPPPEPQV |  | PQLRAPVPEP |  | GLDLSLSPRP |
| DSPQPRHGSP |  | GRRKGRAERR |  | GAARQRRQVR |  | FRLTPPSPVR |  | SEPQPAVPQE |
| LEMPVLKSSL |  | ALGLELRAAA |  | GSHFDAAKAV |  | EEQLRKSFQI |  | RCGLEESVSE |
| GLNVPRSKRL |  | FRDLVSLQVP |  | EEQVLNAALR |  | EKLALLPPQA |  | RAPHPKEPPG |
| PGPDMTILCD |  | PETLFYESPH |  | LTLDGLPPLR |  | LQLRPRPSED |  | TFLMHRTLRR |
| WEA        |  |            |  |            |  |            |  |            |

A: Аланін

C: Цистеїн

D: Аспарагінова кислота

E: Глутамінова кислота

F: Фенілаланін

G: Гліцин

H: Гістидин

I: Ізолейцин

K: Лізин

L: Лейцин

M: Метіонін

N: Аспарагін

P: Пролін

Q: Глутамін

R: Аргінін

S: Серин

T: Треонін

V: Валін

W: Триптофан

Кодований геном білок за функцією належить до фосфопротеїнів. 